# John Furia
John Joseph Furia, Jr. (* 16. August 1929 in New York City, New York; † 8. Mai 2009 in Los Angeles, Kalifornien) war ein US-amerikanischer Drehbuchautor und Fernsehproduzent. In einigen Fällen wird er auch als John Joseph geführt.

## Leben
Furia arbeitete zunächst in New York als Sänger in Unterhaltungsbands. Anfang der 1960er Jahre zog er nach Kalifornien und schrieb Drehbücher für Fernsehserien wie Dr Kildare, Bonanza und Twilight Zone. 1966 verfasste er das Drehbuch für den für einen Oscar nominierten Spielfilm Dominique – Die singende Nonne mit Debbie Reynolds in der Hauptrolle. Später war er auch als Produzent tätig, zunächst für Serien wie Kung Fu, ab Mitte der 1970er Jahre produzierte er auch Fernsehfilme, darunter Verloren und verdammt nach dem Roman von Ernest Hemingway.
Von 1973 bis 1975 war er Präsident der Writers Guild of America West und war dort auch im Aufsichtsrat tätig. Für seine Leistungen wurde er von der WGA mit verschiedenen Auszeichnungen geehrt. Er war als Berater bei der Stiftung National Endowment for the Humanities tätig und ab 1996 Dozent für an der University of Southern California.

## Filmografie (Auswahl)

### Als Drehbuchautor
- 1960: Bonanza
- 1963: Twilight Zone
- 1966: Dominique – Die singende Nonne
- 1972: Die Waltons
- 1972: Hawaii Fünf-Null
- 1973: Kung Fu
- 1983: Hotel

### Als Produzent
- 1973: Kung Fu
- 1976: Gibbsville
- 1981: Targoor – Reise ins Grauen
- 1984: Verloren und verdammt